# Illumination

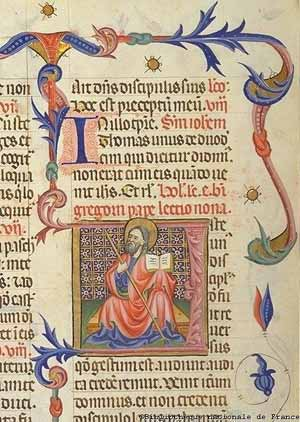
Illumination ur latinsk handskrift.

En illumination är en utsmyckning, vanligen av en handskrift, med färglagda initialer, randornament och bilder som belyser texten. Illuminationer var en av de vanligaste formerna av bildkonst under medeltiden och ända in på 1600-talet. Utövarna av konsten kallas illuminatörer, illuminister (franska: enlumineurs) eller bokmålare. 
Traditionen kommer från Orienten (de äldsta fynden utgörs av egyptiska papyrusskrifter).  
I Europa var det främst de irländska munkarna från 600-talet som införde denna form av utsmyckning. De utvecklade snart en egen stil, vilken dock påminner om den illuminerade Koranen. Eventuellt kan de ha varit indirekt påverkade av denna genom de bysantinska illuminationerna, men på grund av den ikonoklastiska schismen förstördes mycket av konsten i Bysans, och jämförelser är således svåra. Visigoter, franker och burgunder hade skolor i kalligrafi, men deras stil var vanligen mer påverkad av antikens estetik. Även om de irländska munkarna vann anseende på kontinenten var det först med Karl den stores regentskap som tekniken blev mer allmänt känd, och under honom blev illuminationerna mer luxuösa. 
Liksom bokavskrivningen (och vid sidan av denna) utövades konsten tidigast i klostren och klosterskolorna, men blev senare (åtminstone från 1200-talets mitt) ett borgerligt yrke, vars idkare emellertid var skilda från de egentliga målarna och i stället bildade en korporation med skrivare och bokbindare (Flandern). Efter träsnideriets uppkomst sysselsatte sig illuministerna även med att kolorera träsnitt.
I överförd betydelse används ordet illumination även inom den esoteriska traditionen om inre upplysning, en högre intuition, och kontakten med överjaget. Se även Illuminati (som dock inte är de enda som använder ordet).

## Etymologi
Ordet kommer från franskans illumination, från latinets  illuminare 'lysa upp', till lumen 'ljus'. Illumination betyder förutom ’färgläggning' (av medeltida handskrifter) även ’festlig upplysning’ (ofta med färgat ljus).